# Ittenheim
Ittenheim ist eine französische Gemeinde mit 2093 Einwohnern (Stand 1. Januar 2021) im Département Bas-Rhin in der Region Grand Est (bis 2015 Elsass). Sie gehört zum Kanton Bouxwiller. Am 1. Januar 2015 wechselte die Gemeinde vom Arrondissement Strasbourg-Campagne zum Arrondissement Saverne.

## Geografie
Die Gemeinde Ittenheim liegt nur zehn Kilometer westlich der Straßburger Innenstadt, die über die Schnellstraße D 1004 erreicht wird.
Nachbargemeinden von Ittenheim sind Hurtigheim im Norden, Oberschaeffolsheim im Osten, Achenheim im Südosten, Breuschwickersheim im Süden, Osthoffen im Südwesten, Handschuheim im Westen sowie Furdenheim im Nordwesten.

## Bevölkerungsentwicklung
| Jahr      | 1962 | 1968 | 1975 | 1982 | 1990 | 1999 | 2006 | 2012 | 2019 |
| --------- | ---- | ---- | ---- | ---- | ---- | ---- | ---- | ---- | ---- |
| Einwohner | 863  | 911  | 1060 | 1230 | 1594 | 1904 | 2171 | 2170 | 2112 |

## Sehenswürdigkeiten
- Liste der Monuments historiques in Ittenheim

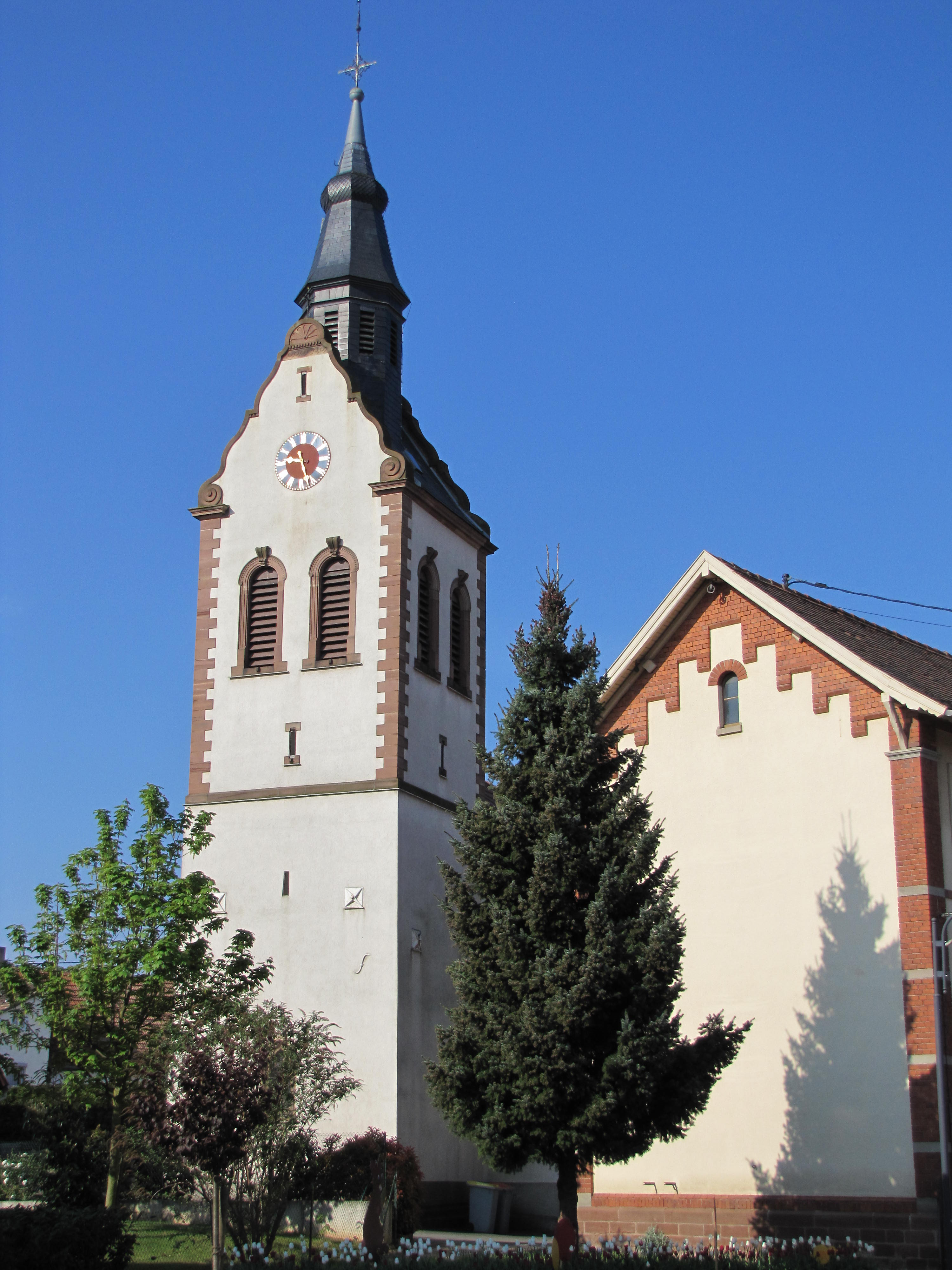
Kirche St. Gallus
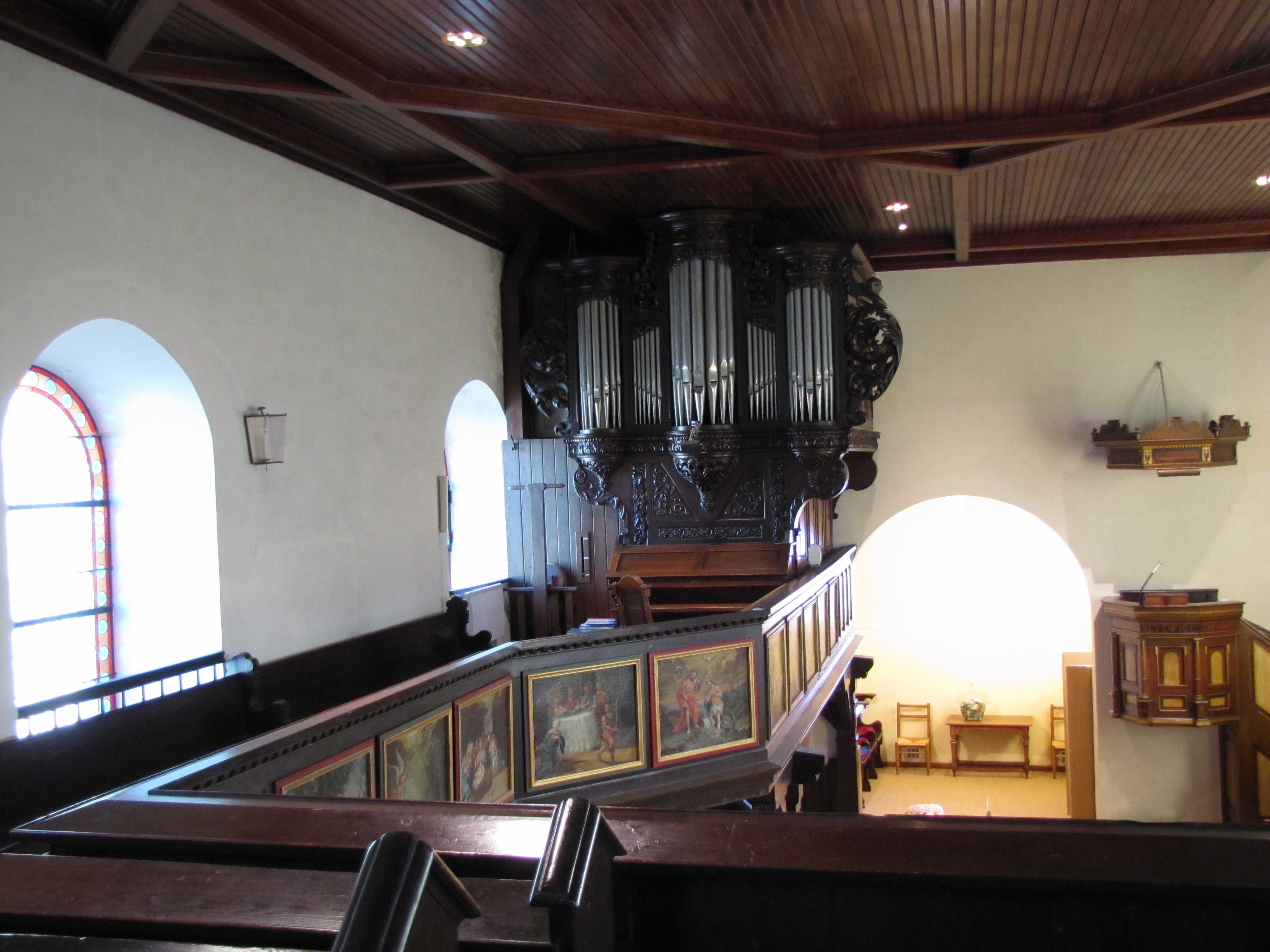
Silbermann-Orgel in der Kirche

## Persönlichkeiten
- Nicolas Ager, auch d’Agerius (* 1568 in Ittenheim; † 1634 in Straßburg), Professor für Medizin und Botanik